# پارلین (کلرادو)
پارلین (به انگلیسی: Parlin) یک منطقهٔ مسکونی در ایالات متحده آمریکا است که در شهرستان گانیسون، کلرادو واقع شده‌است. پارلین ۲٬۴۱۸ متر بالاتر از سطح دریا واقع شده‌است.